# Myripristis pralinia
Myripristis pralinia là một loài cá biển thuộc chi Myripristis trong họ Cá sơn đá. Loài này được mô tả lần đầu tiên vào năm 1829.

## Từ nguyên
Từ định danh pralinia có thể là cách viết biến thể hoặc không chính xác của praslin, được đặt theo tên gọi của cảng Praslin (trên đảo New Britain, mặc dù Cuvier vẫn viết chính xác là Praslin), cũng là nơi thu thập mẫu định danh của loài cá này (hậu tố ía bắt nguồn từ tiếng Hy Lạp cổ đại là ία, cũng gần nghĩa là "thuộc về").

## Phạm vi phân bố và môi trường sống
M. pralinia có phân bố rộng khắp khu vực Ấn Độ Dương-Thái Bình Dương, từ Đông Phi trải dài về phía đông đến quần đảo Line và quần đảo Marquises (Polynésie thuộc Pháp), ngược lên phía bắc đến quần đảo Ryukyu (Nhật Bản), về phía nam đến Úc và Nouvelle-Calédonie. Ở Việt Nam, M. pralinia được ghi nhận tại quần đảo Hoàng Sa và quần đảo Trường Sa, gần đây được biết đến ở ngoài khơi phía bờ bắc đèo Hải Vân.
M. pralinia sống tập trung trên các rạn san hô, gần hang hốc hoặc dưới gờ đá, cũng như trong đầm phá, có thể được tìm thấy ở độ sâu đến ít nhất là 50 m.

## Mô tả
Chiều dài cơ thể lớn nhất được ghi nhận ở M. pralinia là 20 cm. M. pralinia có màu đỏ tươi như nhiều loài Myripristis khác. So với Myripristis kuntee, vệt sẫm màu trên nắp mang của M. pralinia chỉ kéo dài xuống dưới ngạnh mang một chút (không dài như M. kuntee).
Số gai ở vây lưng: 11; Số tia ở vây lưng: 14–17; Số gai ở vây hậu môn: 4; Số tia ở vây hậu môn: 13–15.

## Sinh thái
M. pralinia có thể tạo ra âm thanh nghe như tiếng lầm bầm khi chúng đang gặp nguy hiểm.

## Thương mại
M. pralinia được khai thác làm nguồn thực phẩm ở một số quốc gia.